# Língua pocomam
A língua pocomam (Poqomam) é uma língua maia da Guatemala, relacionada com o pocomchi. É falada por aproximadamente 30 000 pessoas em várias pequenas bolsas de território, a maior das quais se situa no departamento de Alta Verapaz. O maior dos quais está no departamento de Jalapa.

## Distribuição
Poqomam é falado nos seguintes municípios dos departamentos de Escuintla, Jalapa e  Guatemala ( Variación Dialectal en Poqom, 2000 ).
- Guatemala (departamento)
  - Chinautla
  - Mixco
- Jalapa
  -  San Luis Jilotepeque
  - San Pedro Pinula
  - San Carlos Alzatate
- Escuintla (departamento)
  - Palín

## Escrita
A língua usa o alfabeto latino sem as letras C, D, F, G, V, Z. Usam-se as formas B’, Ch, Ch’, K’, P’, Q’, T’, Tz, T’. As vogais podem ser usadas duplicadas (longas).

## Formato Linguístico
Na revista Natural Language & Linguistic Theory nota-se que se os sujeitos são percebidos como pronomes indefinidos negativos, eles também podem desencadear o foco do agente. As línguas maias diferem no que diz respeito ao grau de como obrigação para o foco do agente. Neste caso, o foco do agente do Poqomam é opcional em todos os contextos relevantes.
- Um exemplo de pronomes indefinidos negativos:

|{qu hamʼ ajudar} aʔ-w-i r-eh
Ninguém ajuda-AF-ITR 3. E-DAT
|Ninguém o ajudiu}}

## Traduções
Estas são as saudações diárias de Poqomam, uma das línguas maias da Guatemala. As traduções são fornecidas pelo International Journal of American Linguistics:
• Nqakʼul ta awach / Xsaq’wa = Olá
• Qanke jat wilkaat = Como você está?
• Saqʼwa = bom dia
• Sanaqʼiij = boa tarde
• Qawaqʼaabʼ = boa noite
• Tiyoox tii = Obrigado
• Xahʼoo = tchau

## Revitalização
Conforme   a revista  American Anthropologist, a revitalização das línguas maias na Guatemala aumentou em importância. Nos acordos de paz de 1996, a ideia de oficializar ou co-oficializar as línguas maias foi introduzida. Infelizmente, no referendo de 1999 sobre as mudanças constitucionais, ela foi rejeitada. Em maio de 2003, o congresso da Guatemala aprovou a "Lei das Línguas Nacionais" que, embora afirme que o espanhol é a língua oficial da Guatemala, a lei reconhece que as línguas indígenas são partes essenciais da identidade nacional que devem ser promovidas . Esta é uma mudança considerável em relação à Constituição da Guatemala, que reconhece apenas as línguas indígenas como parte do "patrimônio nacional".
Os maias tomaram uma série de ações com o objetivo, em parte, de resolver o problema do status e da mudança de idioma:
- 1 - O estabelecimento da Academia de Lenguas Mayas da Guatemala é uma instituição estatal autônoma dirigida por maias.
- 2 - O estabelecimento de comunidades linguísticas da Academia corresponde às 21 línguas maias guatemaltecas.
- 3 - A descoberta de várias ONGs será dedicada à pesquisa linguística pelos maias.
- 4 - Haverá o estabelecimento de pelo menos uma fundação que atenda à comunidade para a promoção do idioma.
- 5 - Haverá um aumento no número de maias que estão envolvidos nos programas de educação bilíngue do Ministério da Educação.
- 6 - Haverá um estabelecimento de "escolas maias" privadas que terão como objetivo fornecer educação apropriada para crianças maias.
- 7 - Haverá uma organização de associações não governamentais para apoiar as escolas maias.
- 8 - Haverá um estabelecimento de várias editoras maias que promoverão a publicação nas e sobre as línguas maias, bem como outros assuntos